# Sedum botterii
Sedum botterii es una especie de la familia de las crasuláceas, comúnmente llamadas, siemprevivas, conchitas o flor de piedra (Crassulaceae), dentro del orden Saxifragales en lo que comúnmente llamamos plantas dicotiledóneas, aunque hoy en día se agrupan dentro de Magnoliopsida. El nombre del género significa “sedentario” o “estar sentado”, esto probablemente por sus hábitos de crecimiento; la especie está dada aparentemente en honor al naturalista italiano Mateo Botteri quien vivió en el siglo XIX.

## Clasificación y descripción
Planta de la familia Crassulaceae. Planta epífita o saxícola. Tallos algo angulados, hasta 9 cm de altura; hojas oblanceoladas a obovadas, redondeadas en la punta, angostadas en la base, de 15-50 mm de largo y 6-20 mm de ancho. Inflorescencia en cima con 1-10 cincinos, pedicelos de 1-5 mm de largo, sépalos oblongos a oblanceolados, desiguales, de 4-12 mm de longitud; pétalos de 7-8 mm de largo, verde pálido con manchas rojizas; nectarios rojos o rosados.

## Distribución
Endémica de México en el estado de Chiapas: Motozintla. Veracruz: Barranca de Cuautilla.
Localidad tipo: Veracruz: Orizaba.

## Hábitat
De acuerdo a ejemplares de herbario, habita en bosque nublado, bosque lluvioso o bosque mesófilo de montaña.

## Estado de conservación
No se encuentra catalogada bajo algún estatus o categoría de conservación, ya sea nacional o internacional.